# Madeira híbrida

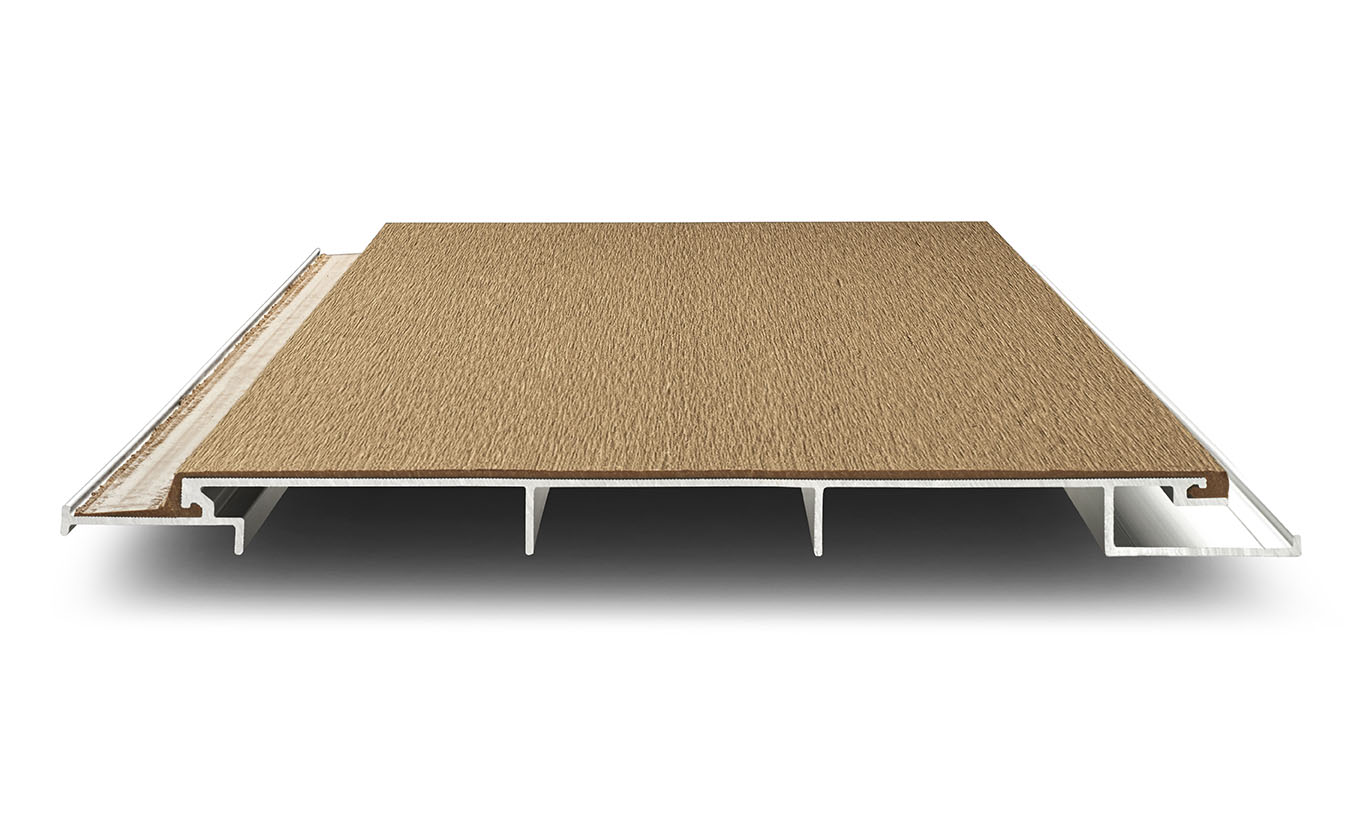
Perfis de madeira híbrida para fachadas (geolam)

Madeira híbrida ou perfis em madeira híbrida (wood hybrid systems - WHS) é um material compósito multicamada, composto à superfície por uma camada exterior em compósito de madeira (wood plastic composite - WPC) colada ao seu núcleo estrutural, em geral de alumínio. Inventada no Japão em 2008, esta evolução tecnológica está baseada na tecnologia de compósito de madeira concebida em 1972 por Sadao Nishibori e patenteada em 1983 para substituir as madeiras exóticas tratadas. A madeira híbrida distingue-se da fibra de plástico reforçada (fibre-reinforced plastic - FRP) pois a sua estética é comparável à madeira natural, mas mantém as suas performances mecânicas.
Na verdade, falar de perfis de madeira híbrida só faz sentido quando a camada exterior - o compósito de madeira - e o seu núcleo - o alumínio - aderem-se suficientemente entre si para evitar qualquer de laminação sob quaisquer condições climáticas às quais o material possa estar exposto. Até hoje, apenas a co-extrusão a alta temperatura de um adesivo poderoso e de compósito de madeira permite a "fusão" de dois materiais tão diferentes quanto o alumínio e o compósito de madeira. Esta elevada aderência é tão poderosa que a flexão dos perfis é possível mesmo em raios muito baixos, ampliando significativamente os campos de aplicação destes materiais.
No setor de construção, decoração ou design, as madeiras híbridas têm o aspecto, o toque bem como a “temperatura” da madeira, mantendo inclusivamente o cheiro a madeira natural. Este material é bastante mais fácil de instalar e tem um melhor desempenho do que a madeira natural e suas propriedades excepcionais permitem utilizações mais amplas e variadas que as da madeira. Este material é usado em aplicações exteriores e interiores, como guarnições de fachadas, revestimentos, grelhas ou telas de sombreamento, pérgulas ou qualquer outra instalação durável, como móveis urbanos, por exemplo.

## Produção

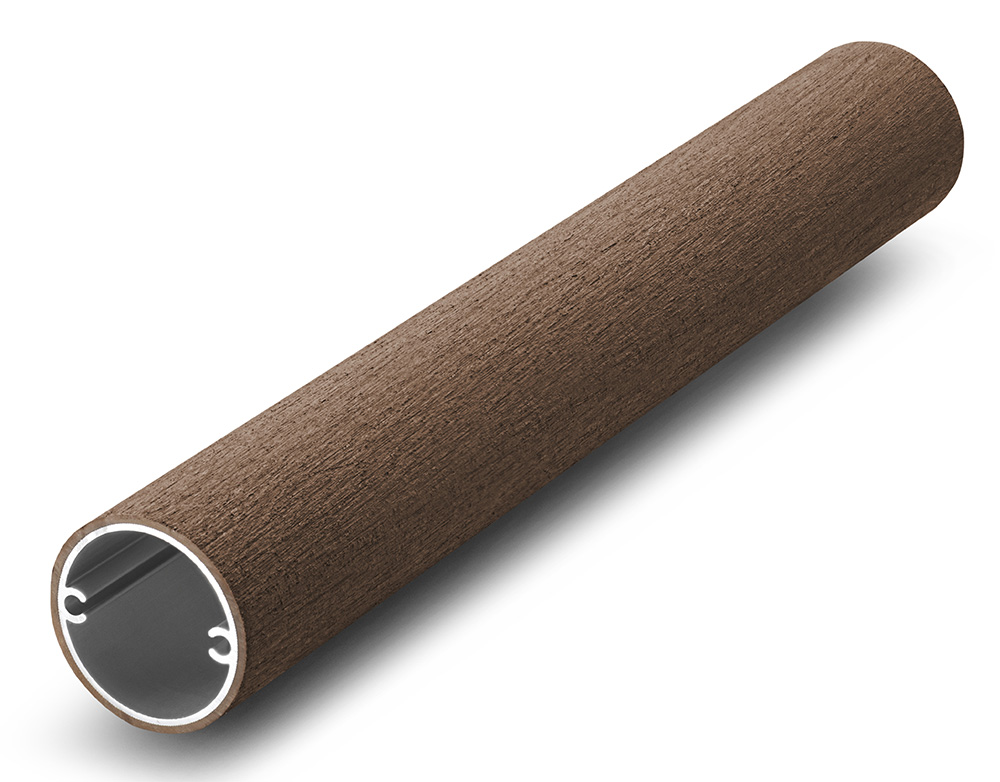
Perfil redondo de madeira híbrida

Os perfis da madeira híbrida são obtidos através de extrusão. O compósito de madeira cobre um núcleo de alumínio anodizado. A forte aderência entre estes dois materiais é possível através da aplicação de uma camada adesiva intermediária co-extrudida. A camada em compósito de madeira pode ser aplicada em apenas um lado do perfil, se assim for exigido. A proporção de fibras de madeira nas resinas, bem como o tipo de alumínio no núcleo podem variar de acordo com as características desejadas. A produção destes perfis gera uma impressão com baixo teor de carbono somente se as matérias-primas forem de origem reciclada. 

## Propriedades
Os perfis de madeira híbrida têm uma vida útil significativamente maior do que a das madeiras exóticas naturais, tanto em uso interno como externo. Para uma mesma secção transversal, o alumínio usado para o núcleo do perfil permite que o mesmo seja mais leve, mais estável (sem dilatações ou contrações, sem deformações, sem lascas, sem nós) e mais rígido do que um perfil de madeira natural, permitindo assim longos troços entre suportes. Ao longo do tempo e sem necessitar de qualquer manutenção, o aspecto da instalação inicial, bem como da superfície dos perfis, permanecerá de acordo com os desejos do designer ou do arquiteto. O material é resistente à putrefação, é insensível ao mau tempo, à exposição ao sol, fungos ou térmitas. A combinação das propriedades físicas do núcleo e da estética do compósito de madeira permite que as madeiras híbridas superem:
- Os compósitos de madeira: devido às suas propriedades mecânicas, à sua estabilidade dimensional, à sua leveza e facilidade de instalação;
- Madeiras naturais: devido à sua durabilidade, à persistência da sua cor original, às longas secções possíveis, à ausência de manutenção ou coloração, independentemente das condições climáticas ou do nível de humidade ambiental.

## Instalação

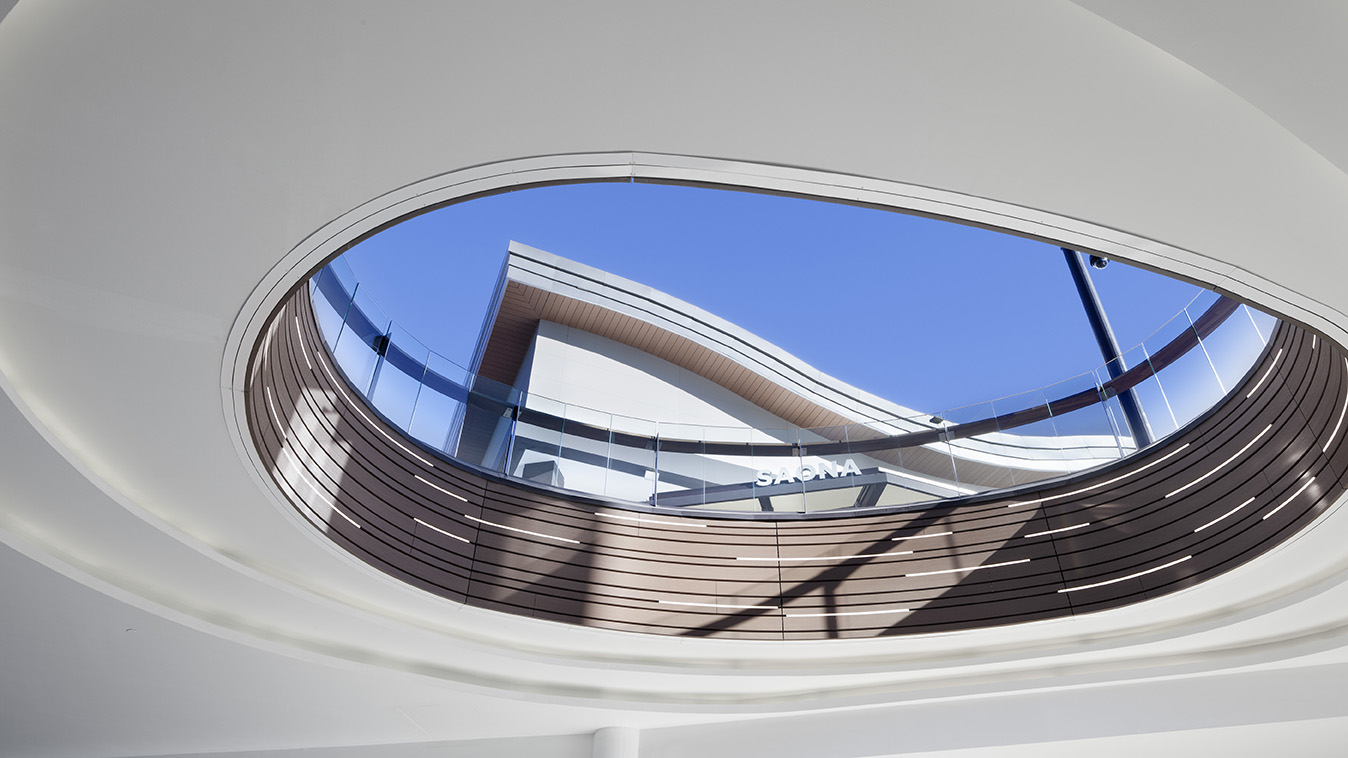
Perfil de madeira híbrida curvado

Os perfis ocos de compósito de madeira, inventados em 1992 oferecem uma resistência mecânica fraca à acção de intempéries e aos raios UV. Assim, a sua instalação obriga à utilização de suportes metálicos no seu interior, a fim de evitar deformações ou flexões indesejadas. Sem essas fixações, esses distúrbios permanecem inevitáveis sob as ações conjuntas do mau tempo, do sol e da absorção de humidade pelo material. O uso das hastes de suporte cria outro problema: a grande diferença do coeficiente de dilatação dos dois materiais (um fator 3,5 entre madeira híbrida e metal) cria distúrbios frequentes, mesmo quando a instalação foi cuidadosamente efectuada. Para uma instalação horizontal, a estagnação das águas de condensação entre o composto e o metal diminui a durabilidade da instalação.
A tecnologia da madeira híbrida viabiliza a produção de perfis "prontos e fáceis de instalar" que permite a realização de um trabalho rápido e permanente, com o efeito de realizações com o aspecto e o toque de madeira, perfeitamente sustentável e sem necessidade de qualquer tipo manutenção.

## História

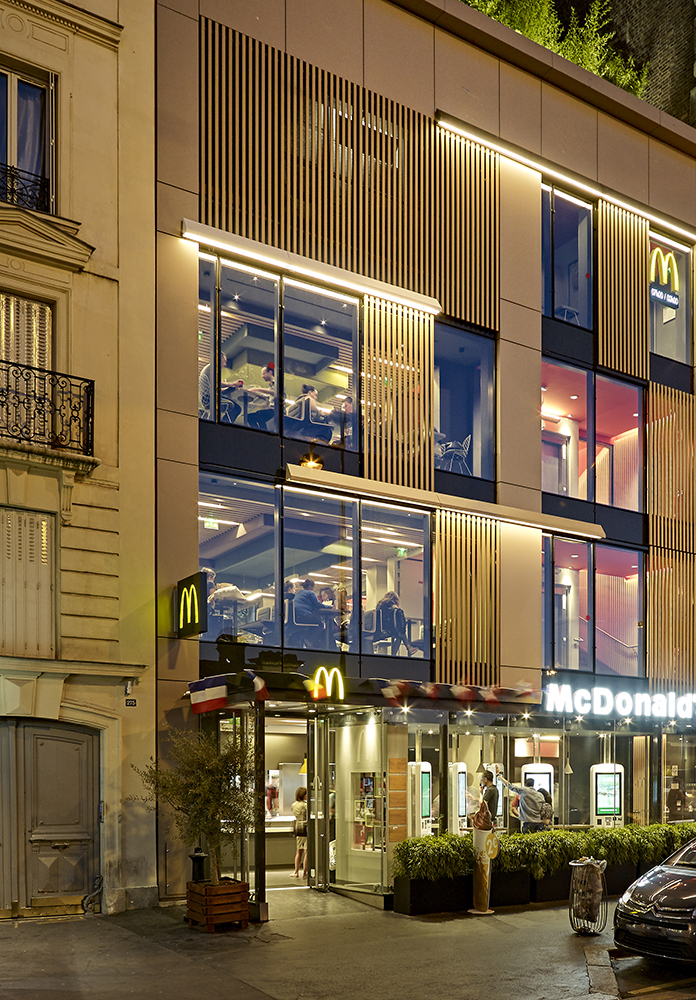
Fachada em madeira híbrida (Paris)

Em 2008, os principais avanços tecnológicos permitiram o “casamento” entre duas tecnologias distintas: extrusão de um compósito de madeira corretamente ensaiado e a aplicação por extrusão a alta temperatura de um adesivo em camadas. Esta "fusão" de materiais tão diferentes - compósito de madeira e alumínio - é tornada possível pelo adesivo aplicado em “sandwich” entre a camada exterior e o núcleo central. Este avanço permite que hoje se consigam comercializar produtos fáceis de instalar com a aparência de madeira exótica, perfeitamente duráveis e sem qualquer tipo manutenção.

## Aplicações
Para novos edifícios bem como para renovações, os perfis de madeira híbrida são perfeitamente adequados para revestimento e guarnição de paredes e fachadas, telas de sombreamento, cerca ou grades, pérgulas e mobiliário urbano.